# Amalricieni
Amalricienii erau adepții unei mișcări religioase panteiste din Franța secolului al XIII-lea, numită astfel după teologul și filozoful Amalric din Bena⁠(d). Se crede că această mișcare i-a influențat și pe Frații Spiritului Liber⁠(d).